# روبرت راي هاميلتون
روبرت راي هاميلتون (بالإنجليزية: Robert Ray Hamilton)‏ هو سياسي أمريكي، ولد في 18 مارس 1851 بنيويورك في الولايات المتحدة، وتوفي في 23 أغسطس 1890 في الولايات المتحدة بسبب غرق. حزبياً، نشط في الحزب الجمهوري. وقد انتخب عضو جمعية ولاية نيويورك.